# Yann Borgstedt
Yann Borgstedt est un entrepreneur et philanthrope franco-suisse, né à Genève le 21 octobre 1971. Il est le président-fondateur de la fondation Womanity.

## Origines et formation
Fils de Jean-Jacques Borgstedt, descendant de la famille Pelichet et dirigeant du groupe éponyme créé en 1891, Yann Borgstedt étudie à l’Institut Florimont où il reçoit son certificat de maturité avant d’obtenir un baccalauréat universitaire aux Etats-Unis, au Babson College.

## Carrière entrepreneuriale
En 1996, Yann Borgstedt cofonde la société de webdesign Netarchitects, revendue quatre ans plus tard au groupe français Altran Technologies, avant d’investir dans le développement immobilier, la relocation et le stockage notamment en France, au Royaume-Uni et en Suisse.
En 2008, il lance le premier projet d’écoquartier de Genève, à La Praille-Acacias-Vernets, s’étendant sur 5 hectares et combinant plan pour l’emploi, logements sociaux et technologies vertes.
En 2017, parallèlement à la gestion d’un portefeuille d’investissements à impact social (comme microdon.org ou Alter Equity), il reprend avec deux associés la maison de négoce de grands crus bordelais The Wine Merchant,.

## Philanthropie
En 2005, Yann Borgstedt crée la fondation Womanity. S’inspirant du modèle de fonctionnement de l’ONG Ashoka fondée par l’entrepreneur social Bill Drayton, il finance des projets d’éducation, de formation et de développement des femmes en Afghanistan, au Proche-Orient, au Maghreb, en Inde et au Brésil.
La fondation a notamment permis le lancement de « Radio Nisaa FM », première radio exclusivement animée et gérée par des femmes du Moyen-Orient.
À travers le programme « Women Change Makers » lancé en 2009, Yann Borgstedt soutient les entrepreneurs sociaux défendant des projets en faveur de l’autonomisation des femmes.
Prenant en charge à titre personnel les frais administratifs de la fondation, il en assure le financement à travers la tenue de galas depuis 2006 et la mise en place de partenariats avec de grands groupes, comme UBS, Julius Baer ou Accenture. En 2018, il renonce à en organiser car selon lui « c'est trop de boulot. ».
Il est par ailleurs membre du conseil consultatif mondial d’EDGE (Economic Dividends for Gender Equality), agence de certification militant pour l’égalité entre les femmes et les hommes, cofondée par Nicole Schwab, fille du fondateur du Forum économique mondial de Davos Klaus Schwab.

## Distinctions
En 2016, Yann Borgstedt reçoit le Prix spécial remis par BNP Paribas Wealth Management qui récompense la nouvelle génération de philanthropes entrepreneurs, au titre de ses engagements en faveur de l’éducation des femmes particulièrement en Afghanistan, en Inde et au Brésil.